# 홍영식

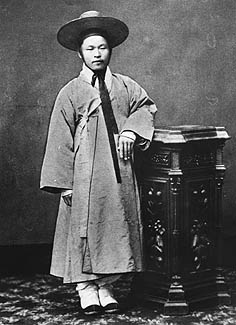
홍영식

홍영식(洪英植, 1856년 2월 5일(1855년 음력 12월 29일) ~ 1884년 12월 7일(1884년 음력 10월 20일))은 조선 말기의 문신, 외교관, 시인이다. 구한말 개화파 정치인이며 갑신정변의 주역으로, 자는 중육(仲育), 호는 금석(琴石), 본관은 남양(南陽)이며, 서울 출신이다. 한국 우편, 우표 제도의 선각자이기도 하다. 개화파의 중진으로서 신설된 우정총국의 총판(總辦)이 되어 낙성식을 기회로 갑신정변을 일으켰다.
1872년 칠석제 과거에 합격하고 1873년 식년문과에 급제하여 규장각의 여러 관직을 역임했으며, 1881년 신사유람단의 일원으로 일본을 시찰하고, 일본 군사시설에 대한 보고서 <일본육군 총제(總制)>, <일본육군 조전(操典)> 등을 고종에게 올렸다. 1883년에는 고종의 특사 민영익의 부사로 미국에 다녀와 국내에 농기계를 최초로 도입시켰다. 병조참판을 거쳐 1884년 3월 우정국 총판에 임명되어 우정국 설치에 전력하다가 김옥균, 서재필, 박영효, 윤치호 등과 함께 정변을 모의, 그해 10월의 갑신정변에 가담하였으나 3일만에 실패당하고 처형당했다.
1894년 갑오개혁으로 총리대신 김홍집(金弘集)등의 상소로 복권되었다가 김홍집의 실각 이후 추탈되었다. 그 뒤 1910년(융희 4년) 최종적으로 복권되어 대광보국숭록대부 규장각 대제학(奎章閣大提學)에 추증되었다. 박규수, 오경석, 유홍기의 문인이다. 시호는 충민(忠愍)이다.

## 생애

### 생애 초반

#### 출생과 젊은 시절

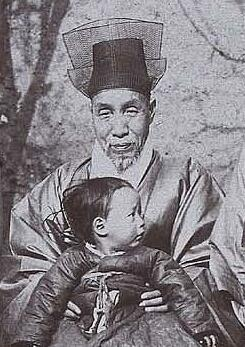
손주를 안고 있는 1884년의 홍순목

홍영식은 1856년 2월 5일 후에 영의정을 지낸 아버지 홍순목(洪淳穆)과 어머니 전주 이씨 사이에서 태어났다. 당시 좌부승지였던 아버지 홍순목은 이미 사별하고 37세에 재혼한 부인 전주이씨에게서 둘째 아들로 홍영식이 태어났다. 홍순목에게는 큰아들 홍만식(洪萬植)이 있었으나 홍영식의 큰아버지 홍순경(洪淳敬)이 후사가 없이 죽자 1849년 홍순경의 양자로 입적되었고, 1853년 부인을 잃어 재취를 하여 얻은 아들이 바로 홍영식이다. 어려서는 몸이 병약하여 자주 병을 앓았고, 8세에 생모 전주이씨가 사망하여 계모에게서 성장하였다.
그가 7세의 나이에도 영특하였기에 아버지 홍순목의 부임지의 이속들은 장난 삼아 '내 아들'이라고 저희들끼리 농담을 주고받았다. 이 농담을 들은 그는 분하게 여겨 통곡했다고 한다. 홍순목 현감이 '웬일이냐'고 물었지만 그는 끝내 농담이야기를 말하지 않았다 한다. 아전들의 농담을 말했다가는 아전들이 위태로워질 것을 염려했던 것이라 한다. 내 아들이라고 말한 사실이 드러나면 큰 벌을 받게 될까봐 걱정하던 아전들은 그가 끝까지 이를 말하지 않은 것을 보고, 이후 그의 성품에 눌려 이후 농담을 삼가 했으며, 훗날까지 충심을 다하면서 그때 은혜를 갚았다 한다.

#### 소년 시절

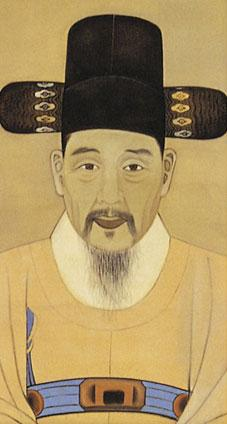
스승 환재 박규수

그의 아버지 홍순목은 흥선대원군의 측근이었고 흥선대원군의 부탁을 받아 그의 아들 이재면, 이재선, 이명복(훗날의 고종에게 글을 가르쳤다. 그러나 홍영식은 박규수와 오경석의 문하에 가서 글을 배운다.
1868년(고종 5년) 그는 양주 조씨와 결혼하였으나 사별하고 후에 이씨와 재혼하였다. 1869년경부터 박규수의 문하생으로서 지도를 받으며 서재필, 김옥균, 김윤식, 박영효, 서광범, 유길준, 이동인 등과 서로 잘 알고 지냈다. 박규수의 문하에서 청나라인 위원의 《해국도지 海國圖志》, 청나라 사람 서계여의 《영환지략 瀛環志略》 등 중국의 개화서와 박지원의 《연암집》 등을 읽으면서 개화사상을 형성해나갔다. 또한 오경석의 문하에도 출입하며 글을 배웠다. 1876년 박규수가 죽은 뒤에는 유대치로 알려진 유홍기 등의 가르침을 받았다.
청소년 무렵에 신문물을 접하면서 신학문에 열중하면서 부인 양주 조씨와의 관계는 다소 멀어졌고 보수적인 부친 홍순목과는 항상 상반된 의견으로 대립이 잦았다 한다. 그 중간에서 형 홍만식의 중재로 평온을 유지하였다.

#### 관직 생활
1872년(고종9년) 음력 7월 칠석제(七夕製)에서 고종이 친히 주관하는 대과에 급제하였다. 바로 전시 응시 자격이 주어져 1873년에는 그 해의 식년문과에 급제하였다. 그러나 아버지 홍순목은 아들에게 관직을 맡기에는 아직 어리다고 판단하여 고종에게 건의하여 2년간 사가독서를 허락받았다. 이후 1878년 4월 11일(음력 3월 9일) 교리, 1878년 12월 22일(음력 11월 29일) 문학, 1880년 9월 13일(음력 8월 9일) 상례, 1880년 음력 12월 참의로 승진했다. 이후 규장각 정자·대교 등을 거쳐 규장각 직각 등을 역임하고 승정원, 승지로 승진하였다.
1880년 김홍집이 수신사로 일본에 파견되자, 그 수행원이 되어 약 4개월간 일본 문물을 시찰하고 귀국했다.

### 개혁 개화 정책

#### 견문과 개화 활동
.

1883년 9월 미국에 파견된 조선의 보빙사절단원, 앞줄 왼쪽 두 번째, 세 번째와 네 번째는 홍영식, 민영익, 서광범. 뒷줄 왼쪽 세 번째가 유길준

그는 민영익(閔泳翊)과도 가깝게 지냈다. 1881년(고종 18년)에 일본에 신사유람단(紳士遊覽團)이 파견되자 홍영식도 조사(朝士)로 선발되어 신사유람단의 일행으로 김옥균, 박정양, 어윤중, 조준영(趙準永) 등과 함께 배편으로 일본을 방문, 시찰하였다. 이때 박정양의 수행원으로 온 이상재와도 교우하였다. 홍영식은 일본의 군사 시설을 시찰하며 일본의 육군에 대한 보고서인 《일본육군총제 日本陸軍總制》, 《일본육군조전 日本陸軍操典》 등을 작성했다.

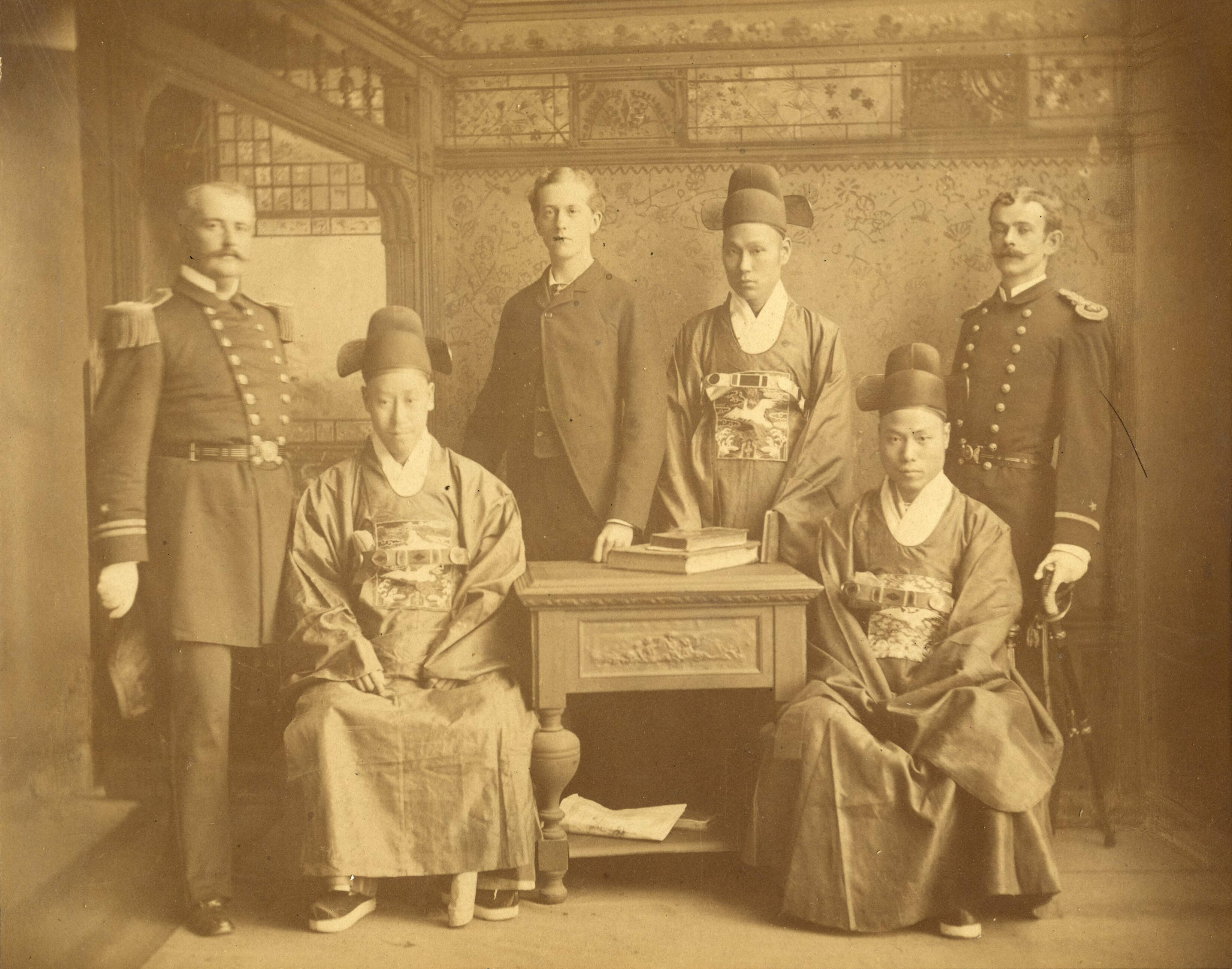
1883년
9월 미국에 파견된 조선의 보빙사절단원(앞줄 오른쪽 첫 번째가 홍영식, 앞줄 왼쪽 두 번째는 민영익, 뒷줄 가운데는 서광범)

한편 일본에서 1870년대부터 시행되던 우편제도를 상세히 검토했을 뿐 아니라, 당시 일본인들이 부산에서 멋대로 우편제도를 실시하고 있는 것을 항의하는 한편, 우편제도에 대한 것을 자문하여 조선이 우편제도를 시행하도록 적극 도와줄 것과, 조선에서 우편제도가 시행되면 조선의 제도에 따르겠다는 약속을 일본으로부터 받아냈다고 한다. 이후 1882년에는 김옥균·박영효·서광범과 함께 국가의 개혁 방안을 토론하였으며, 여러 관직을 역임하였다.
귀국 후 통리기무아문(統理機務衙門)의 군무사부경리사(軍務司副經理事) 겸 총리국장으로 민영익과 함께 군무사 총리국(總理局)을 관장했다. 1882년 홍문관부제학, 규장각직제학, 규장각부제학에 임명되었으며, 그해 6월 임오군란이 발생했을 때는 부호군으로 시위대를 설득, 군란의 수습을 맡아서 자진해산시켰다. 그해 통리교섭통상사무아문(統理交涉通商事務衙門)이 신설되자 홍영식은 참의통리내무아문사무(參議統理內務衙門事務), 참의군국사무(參議軍國事務), 참의교섭통상사무(參議交涉通商事務) 등을 거쳐 이조참의가 되었다가, 종2품으로 승진하여 협판교섭통상사무(協辦交涉通商事務)를 지냈다.

#### 미국 사절단 파견

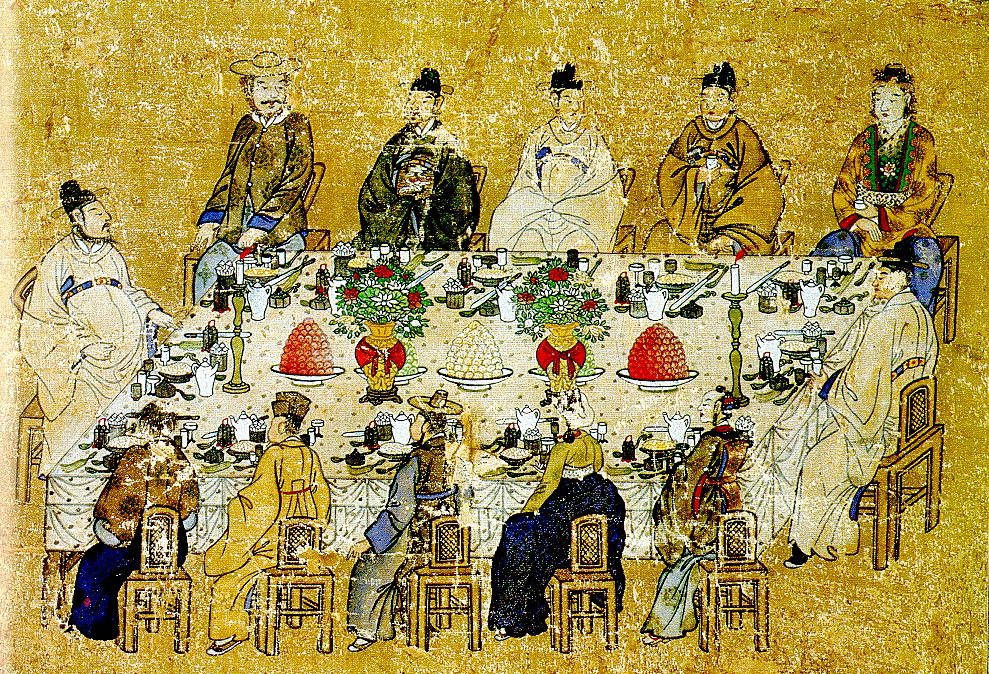
조일수호조약 연회기념도, 건너편 가운데가 김옥균, 왼쪽 끝의 무관복을 입은 이는 홍영식
(안중식 작, 1883년)

1883년(고종 20년) 6월, 그 전해에 체결된 조미수호통상조약에 따라 미국의 사절이 한성부를 방문하고 돌아간 뒤, 그해 6월 미국의 사절에 대한 답변으로 조선 정부에서 미국에 보빙사(報聘使)가 파견될 때 그는 보빙부사 겸 전권부대신에 임명되어 보빙사 겸 전권대신 민영익의 부사(副使) 자격으로 민영익, 서재필 등과 함께 미국에 파견되었다. 6월 5일 보빙사(報聘使) 전권대신 민영익을 수행, 전권부대신으로 출국하였다.
보빙사는 종사관으로 서광범이, 수행원으로 유길준, 고영철, 변수, 현흥택, 최경석 등이 임명되고, 그밖의 시종무관들과 수행원들 청나라 사람 오예당이 함께 출발하였다. 홍영식, 민영익과 일행은 부산에서 배를 타고 일본을 경유 도쿄를 경유할 때에 일본인 오카모토(宮岡恒次郞)를 통역관으로 참여 시키고, 안내겸 비서로 미국인 퍼시벌 로웰(Percival Lowell, 한국명 노월(魯越))을 고용하였다. 태평양을 건너 9월 2일 샌프란시스코에 상륙하였다. 일행은 기차를 타고 시카고를 거쳐 9월 15일 워싱턴 D.C에 도착하였다.

#### 미국 방문과 농기계 도입
당시 미국 대통령 체스터 아더는 뉴욕에 체류하고 있어 민영익, 홍영식과 일행은 뉴욕 애비뉴 호텔로 가서 아더 미국 대통령의 접견을 받고 국서를 봉정하게 된다. 이때 이들 사신은 대통령이 있던 방 문 앞에 돗자리를 깔고 큰 절을 올려서 체스터 아더 대통령을 비롯한 미국 관리들을 당황하게 하였다. 이는 곧 미국과 외신 기자들에 의해 대서특필되어 삽화로 실리게 되었다.
미 국무성은 이들 시찰단에게 호위 장교를 배치했는데, 홍영식에게는 국방성 해군정보국의 테오도어 메이슨(Theoodore A. Mason) 미 육군 대위, 해군도서관의 조지 폴크(Georg C. Foulk) 중위를 배치하여 수행과 소개를 담당하게 했다. 홍영식은 미국 국방성을 시찰, 호술(護術)과 무술, 무기 등을 안내를 맡게 하였으며, 일행과 함께 도시와 공공기관을 시찰하고 10월 12일 다시 체스터 아더 미국 대통령을 만나 환담한 후 작별하고 귀국했다.
홍영식은 고영철, 최경석, 외국인 로웰, 오에당(吳禮堂), 오카모토 등을 거느리고 10월 16일 워싱턴을 출발하여 11월 샌프란시스코에서 배편으로 일본 도쿄를 거쳐 1883년 11월 20일 귀국하고, 11월 21일 고종에게 보고서를 제출하였다. 미국에서 열차와 버스를 보고 충격을 받았다고 한다. 그는 미국 워싱턴 D.C를 시찰하면서 기관차와 버스를 목격했고, 농작물을 수확 자르는 기계를 보고 그해 11월에 귀국하여 미국에서 신품종의 농작물과 농기계를 도입할 것을 조정에 상주하였다. 그리고 로웰의 노고를 고종에게 보고했으며 고종은 그를 국빈으로 초대하라고 지시를 내렸다. 왕실의 초대에 힘입어 로웰은 12월 20일 다시 조선을 방문하였다. 이후 개화에 깊은 관심을 가지고 있던 그는 개항 운동을 적극 주도한다.

#### 우편의 선구자
1881년 신사유람단을 일본에 파견할 때 홍영식도 이에 참가하게 되었는데, 당시 시찰 대상은 병제였으나, 홍영식은 우편에도 특별한 관심을 보였다고 한다. 그것은 “일본 우편의 아버지”라고 일컬어지는 마에지마의 자서전인 《우편창업담》에 홍영식이 역체국에 찾아와서 우편에 관한 일들을 질문하여 모든 서류를 증여하고 직원으로 하여금 우편실무를 설명시키고 자신도 홍씨를 만나 우편 제도를 설명하고 조선에도 빨리 우편을 개설할 것을 권고하였다고 한다.
1883년 1월 12일(1882년 음력 12월 4일) 창시된 교섭통상아문에 근대식 체신기관인 우정사(郵程司)가 설치되자 홍영식은 우정사 담당 협판이 되었다. 1883년 음력 9월 보빙사의 부사로 미국에 갔을 때는 뉴욕의 우체국과 전신국을 시찰하였으며, 귀국 후 고종에게 우편 업무의 개설을 건의하였다. 동시에 미국 체류 중 홍영식에게는 특별히 고종의 특사 자격이 임명되었다. 1884년 초에는 함경북도 병마수군절도사 겸 안무사로 임명되어 부임했다가 며칠만에 협판군국사무로 전임되어 다시 되돌아왔으며, 병조참판에 임명되었다. 1884년 4월 22일(음력 3월 27일) 우정총국을 창설하게 되었고, 우정국총판(郵政局總辦)에 임명되었으며, 11월 18일(음력 10월 1일) 서울·인천 간에 근대식 우편제도의 실시를 보았다.
당시 우정총국이 새로 설치된 건물은 선조조에 전의감(典醫鑑)으로 지은 건물로 고종이 하사한 것이다. 이어 그는 분국을 제물포에 최초로 설치하고 급한대로 외국인과 교통이 잦은 인천, 부산 등에 임시로 우정국 분국을 설치했다. 또한 박정양이 추천한 이상재를 제물포 우정국장으로 임명하였다. 바로 우표의 도완을 그려 문위우표(文位郵票) 5종을 일본 인쇄소에서 인쇄, 주문하였다. 그 가운데 5문, 10문 등 2종이 1884년 10월 국내에 들어 왔다. 그러나 25문, 50문, 100문은 미처 국내에 반입되지 못하였다. 우편 업무 취급장정의 제정, 인력과 장비 등 준비를 거쳐 11월 18일(음력 10월 1일) 최초로 한성과 제물포분국, 인천분국 간에 우편물 교환을 개시하였다.

#### 전신 도입 계약
1882년 음력 12월부터는 덴마크와 미국의 전신회사들과 교섭하여 덴마크 대북부 전신회사와 계약을 체결하였다. 1883년(고종 20년) 1월 24일 덴마크 대북부 전신회사에 약정을 허가하고 계약, 조선에 전신 통신선 설치 공사를 시작한다.
또한, 일본 규슈의 서북쪽 해안에서 쓰시마섬을 연결하여 조선의 부산해안에 이르기는 전선을 설치하고, 다시 부산에서 국내로 전선을 연결하여 전신을 설치하는 공사를 체결하기 위해 다시 일본과 조선과 일본간의 조관 조약(條款條約)을 1월 24일 일본과 체결, 서명하였다.

### 생애 후반

#### 갑신정변
1884년 함경북도병마수군절도사 겸 안무사에 임명되었다가 곧 내직으로 돌아와 협판군국사무로 전임되었으며 병조참판이 되었다. 그해 3월 우정총국(郵政總局)이 설치되자 우정국총판(總辦)이 되어 우정사업을 담당했다. 그는 김옥균 등과 거사를 계획하였다. 그러나 거사가 탄로나자 기일을 앞당겨 우정국 낙성식으로 정하게 된다.
그는 1884년 음력 3월 27일 우정국 총판에 임명되어 우정국의 설립에 전력하였다. 개화정책이 민씨정권에 의해 벽에 부딪히고 명성황후 등은 일부 급진파를 제거하려 했다. 이에 그는 김옥균, 박영효 등과 함께 일거에 척신들을 제거하고 정권을 장악할 것을 모의하였다. 그리고 그는 동조자들을 규합하기 위해 왕실 인사들을 포섭하는 방안을 내세웠다. 1884년 7월 일본에 파견되었던 사관생도 14명이 귀국하자 박영효, 김옥균 등과 정변을 모의하였다. 그러나 거사 계획이 새어 나가자 다시 우정국 낙성식으로 거사 일을 바꾸었다. 그해 8월 신식 군사 훈련을 경계한 수구파의 반발로 조련국이 축소, 유명무실화되고 일부 사관들이 해임되면서 그는 이들을 우정국으로 받아들일 것을 상주하여 우정국에서 임시로 머물게 한다.
1884년 10월 17일 우정국 개국연을 계기로 갑신정변을 일으켰다. 왕과 왕비는 경우궁으로 피신하고, 수구파 대신들은 왕명으로 입궐하라는 명이 떨어진 뒤 살해되었다. 고종과 민비 내외를 호종하던 그는 정변이 성공하자 친위영 좌우영사(左右營使) 겸 우포장(右捕將)에 임명되었다가, 곧 우의정을 거쳐서 갑신 내각의 의정부좌의정이 되었다. 그러나 청나라 군대의 개입으로 정변이 3일 만에 진압되고 만다.

#### 갑신정변의 실패와 최후

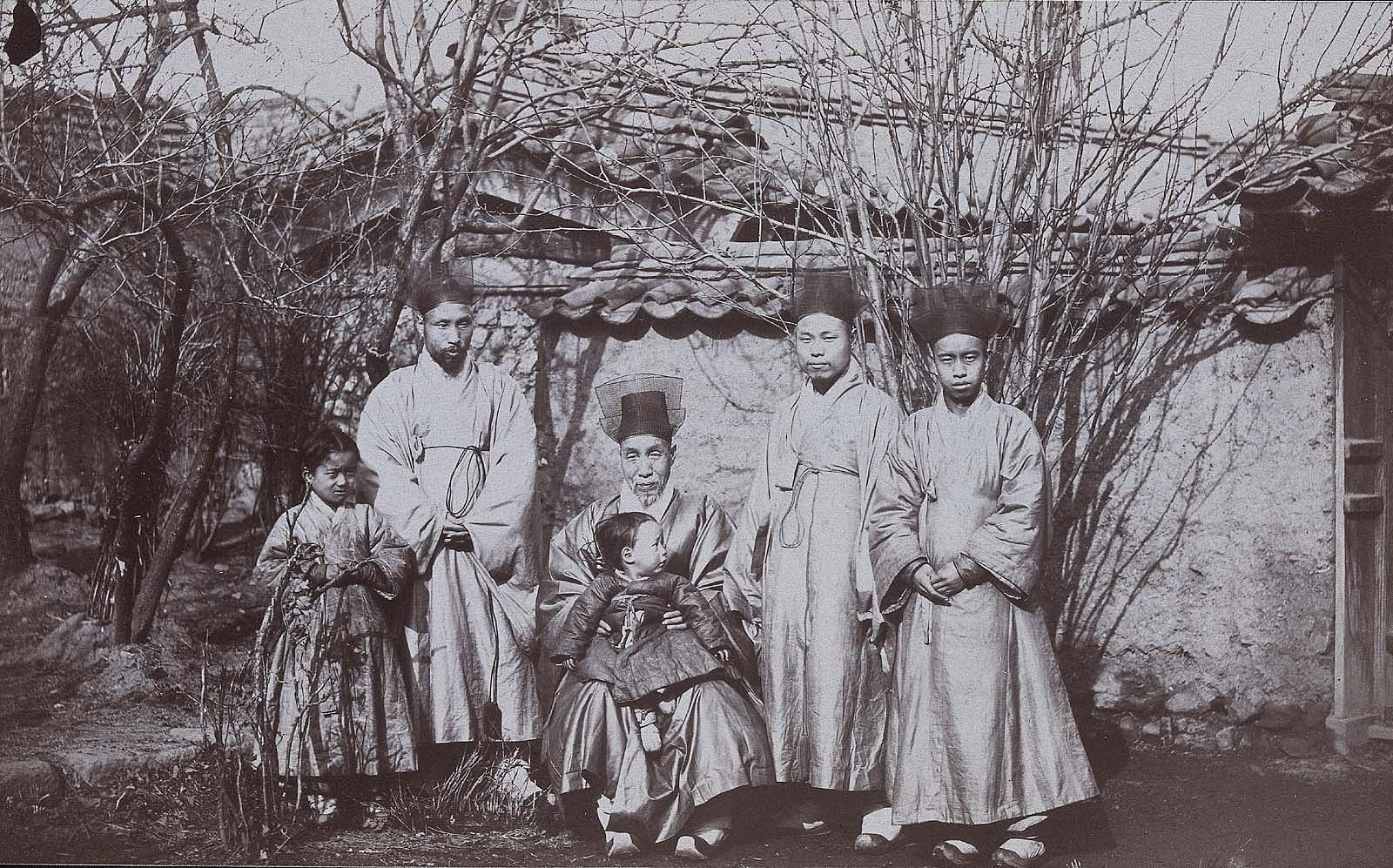
가족 사진
(뒷줄 좌로부터 홍만식, 아버지 홍순목, 홍영식, 동생 홍정식 순)

1884년 12월 4일 개화파 주도로 갑신정변이 단행되었고, 12월 5일에는 새 내각의 우의정을 거쳐서 좌의정이 되었으나 청나라의 주둔으로 실패하였다. 청나라군이 도성을 점령하자 홍영식과 박영교가 임금 내외를 시종하고, 나머지 정변 거사자들은 피신케 했다. 박영교(朴泳敎)와 함께 끝까지 임금을 호위하다가 갑신정변이 실패로 돌아가면서 홍영식은 청군에게 살해되었다. 그는 대역죄인(大逆罪人)으로 사형되었는 설도 있다.
또한 1884년 12월 17일 부친 홍순목과 형 홍만식은 모든 관직에서 삭탈되었다. 그날 부친 홍순목의 명령에 따라 일가 20여 명은 독약을 받고 집단 자살하고, 홍만식은 스스로 자수해서 살아남았으나, 1년이나 복역했다. 아버지 홍순목은 이것이 어떻게 살아갈 것이나며 자기 손자(홍영식의 아들)을 독살한 다음 왕궁을 향해 3배를 올린 뒤 자결하고, 계모 역시 자결하였다. 부인 이씨와 첩 한씨도 자결하였다. 그의 동생 홍정식(洪正植)은 이름을 홍정표(洪正杓)로 바꾸고 겨우 살아남았다.

### 사후
그의 시신은 박영교 등의 시신과 함께 대역죄로 노륙형을 받아 사지가 분할되어 각도에 효시되었다. 동대문 밖에 버려진 시신은 후에 누군가가 수습하여 각도로 보내진 분할된 다른 시신들과 함께 비밀리에 암장하였다. 후에 형 홍만식에 의해 경기도 평택군 신장에 이장되었으며, 후에 다시 경기도 광주군 초월면 쌍룡리의 야산에 안장하였다. 5세 된 아들은 죽었으므로, 후에 그의 친족 홍만식의 아들 홍성겸을 양자로 삼았다.
몰수된 한성부의 그의 집은 서양식 의료기관이었던 제중원 부지와 건물로 사용되었다. 그 뒤 경기도 광주군 초월면 쌍룡리의 묘소는 1903년(광무 6년) 양자 홍성겸에 의해 경기도 여주군 흥천면 문장리 산82번지로 이장되었다. 그의 묘소《홍영식 선생 묘》는 대한민국에 와서 여주군의 향토유적 제7호로 지정되었다. 비석은 1977년 2월 13일 체신공무원훈련소 소장 정규석이 세우고 비문을 썼다.
12월 20일 다시 조선을 방문한 로웰은 조선에서 약 3개월간 체류하면서 조선의 정치, 경제, 문화, 사회 등을 백과사전 형식으로 자세히 기록했다. 2년 뒤 1885년, 그는 이 기록을 정리하여 《고요한 아침의 나라 조선》(Choson, the Land of the Morning Calm)이라는 제목의 책을 내놓았는데, 서문에 홍영식에 대한 추모글이 있다.
1894년 갑오개혁 때 총리대신 김홍집(金弘集), 유길준 등의 거듭된 상주로 신원, 복권되었으나 김홍집 내각의 실각으로 추탈되었다가, 순종 때 증 대광보국숭록대부 규장각 대제학에 추증되고, 충민(忠愍)의 시호가 내려졌다.

## 저서
- 편저, 《일본육군 조전 (日本陸軍操典)》
- 편저, 《일본육군 총제 (日本陸軍總制)》

## 가족 관계
양자 홍성겸에게서 홍현기, 홍응기 등의 손자가 태어났지만 모두 6·25 때 실종되고, 홍응기의 아들 홍석호와 딸 홍해진이 외할아버지 심호섭에 의해 양육되었다 한다. 양손자 홍응기가 경성부 중앙고등보통학교(현 중앙중·고교)에 다닐 때는 특별히 박영효가 뒷바라지를 했다 한다. 6·25 전쟁 이후 양손자며느리 심재봉은 친정아버지인 충남 당진군 합덕면 운산리 심호섭의 집에 내려가 홍석호와 홍해진 등은 외조부에 의해 양육되었다 한다.
- 할아버지 : 홍종원(洪鍾遠)
  - 큰아버지 : 홍순경(洪淳敬)
  - 아버지 : 홍순목(洪淳穆, 1816년 ~ 1884년, 시호는 문익)
  - 어머니 : 전주이씨
  - 계모 : 이름 미상
    - 형님 : 홍만식(洪萬植, ? - 1905년 11월 27일(음력 11월 1일) , 시호는 충정), 큰아버지 홍순경의 양자로 감
    - 동생 : 홍정식(洪正植) - 다른 이름 홍정표(洪正杓)
    - 부인 : 양주 조씨(? - 1875년)
    - 후첩 : 한씨(? - 1884년), 음독 자살
    - 부인 : 이씨(? - 1884년), 음독 자살
      - 아들 : 이름 미상, 1879년 ~ 1884년 독살당함
      - 양자 : 홍성겸(洪性謙)
      - 양손자 : 홍현기(洪賢基)
      - 양손자 : 홍응기(洪應基)

## 평가와 비판
그는 수완이 있었고 해외 사정에 밝았다 한다. 그는 문벌도 좋았고, 성품도 모나지 않고 학식이 해박하고 온후, 순박하여 누구에게나 존경을 받았다고 한다. 한편 매천 황현은 《매천야록》에서 홍영식을 건방지다고 혹평하였다. 그는 서예와 시에 능하였으며 서재필과 윤치호는 그가 시를 지을 때 앞 시조의 끝부분 뒷 시조의 끝부분을 절묘하게 맞추는 재주가 있었다고 하였다. 박영효는 그가 김옥균과 함께 정변 계획을 구상한 '모의 총람의 제 일인자'라고 평하기도 했다.

## 같이 보기
| - 갑신정변 - 우정국 - 서재필 - 박규수 - 오경석 - 윤치호 - 김옥균 - 홍순목 - 박영효 - 유길준 - 이승만 - 서광범 - 박정양 - 민영익 - 이상재 - 제중원 | - 우체국 - 후쿠자와 유키치 - 이노우에 가오루 - 서광범 - 박영효 - 박영교 - 박정양 - 박중양 - 하응선 - 이동인 - 오세창 - 윤웅렬 - 서재창 - 윤치오 - 윤경완 - 윤경순 | - 임오군란 - 김규식 - 박영교 - 변수 - 안경수 - 안국선 - 오세창 - 오경석 - 이규완 - 이동녕 - 하응선 |

## 참고 자료
- 홍영식:여주군사
- 홍영식[깨진 링크(과거 내용 찾기)]
- 《글로벌 세계대백과사전》,  〈개화정책과 그 반향〉
- 왕의 사위와 변혁 꿈꿨던 김옥균·홍영식 한겨레 2011.11.18
- 홍영식은 살해됐나 혹은 처형됐나? 오마이뉴스 2007.05.18
- 홍영식 선생 가문 유물 234점 기증